# Музей моджахедів
Музей моджахедів (англ. Mujahideen museum) — музей, розташований у місті Гераті в Афганістані, присвячений Інтервенції Радянського Союзу в Афганістан (1979—89) і героїзованій боротьбі моджахедів проти радянських військ.
Музей моджахедів у Гераті є єдиним подібним закладом у світі. 

## З історії створення
Засновником і директором музею моджахеждів є Саєд Абдель Вахаб Катталі, який був очевидцем і активним учасником історичних подій, які у закладі піддані музеїфікації. Ідею створення музею його автор виношував уже деякий час.
Відкриття музею 28 квітня 2010 року було приурочене до так званого «Дня перемоги в джихаді», який у країні відзначається як офіційне свято — цього дня 1992 року після падіння уряду Наджибулли до влади у країні прийшли моджахеди, які до цього боролися проти радянських військ.
Музей моджахедів став тематичним доповненням до вже створеного в Гераті Музею жертв «24 Хута 1357 року» (15 березня 1979 року) — на знак того, що тодішня влада розстріляла учасників згаданого березневого антикомуністичного повстання в Гераті. 
Оскільки Афганістан наразі (2000-ні) продовжує перебувати в стані політичної нестабільності та внутрішнього розбрату, одним із завдань новоствореного музею моджахедів є не лише розповідати історію, а й підтримувати дух теперішніх поколінь, нагадуючи про національних героїв.

## Експозиція
Музей моджахедів містить у своїй експозиції документи та речі доби боротьби з радянськими окупантами. Стіни музею прикрашають портрети 50 найвідоміших командирів часів опору радянській інтервенції. 
Справжньою окрасою музейного закладу є кругова діорама з картинами та скульптурними зображеннями боїв. На ній, зокрема, відтворені епізоди боротьби моджахедів — закривавлені трупи радянських солдат, розкидані навколо розбитого танка, жінки в паранджі на даху будинку, які спостерігають за падінням із неба палаючого радянського гелікоптера. Центральною ж частиною діорами є картина маршу моджахедів центральним бульваром Герата після перемоги над радянськими військами таджика Ісмаїла Хана.